# کمپیناس
کمپیناس یا کامپیناس (به پرتغالی: kɐ̃ˈpinɐs, Plains) شهری در ایالت سائوپولو برزیل است. با توجه به سرشماری سال ۲۰۱۰ جمعیت این شهرستان ۱٬۰۸۰٬۹۹۹ نفر بود که این با توجه به جمعیتش چهاردهمین شهر پرجمعیت برزیل و سومین شهر پرجمعیت سائوپائولو است.